# Чураки (Свердловская область)
Чураки — деревня в Тугулымском городском округе Свердловской области, России.

## Географическое положение
Деревня Чураки муниципального образования «Тугулымского городского округа» расположено в 16 километрах к востоку от посёлка Тугулым (по автотрассе в 20 километрах), в истоке реки Малый Кармак (левого притока реки Пышма). В окрестностях деревни имеется небольшое озерко и роща.

## Население
| 2002 | 2010 | 2021 |
| ---- | ---- | ---- |
| 54   | ↘38  | ↘11  |